# اینترلوکین ۶
اینترلوکین ۶ (انگلیسی: Interleukin 6)یکی از اینترلوکین‌های مهم بدن است که از گلبولهای سفید ترشح می‌شود و در پاسخهای التهابی و ایمنی نقش دارد. اینترلوکین شش از سلولهای درشت‌خوار، لنفوسیت تی کمک‌کننده، لنفوسیت‌های بی و آستروسیت ترشح می‌شود و بر سلولهای پلاسماسل و لنفوسیت مؤثر است. اصلیترین کارکرد این سایتوکین تمایز سریعتر پلاسما سل‌ها و تولید بیشتر پادتن است.